# Acide 5-formiminotétrahydrofolique
L’acide 5-formiminotétrahydrofolique est un dérivé de l'acide folique, ou vitamine B9, dont la forme biologiquement active en solution aqueuse est l'anion 5-formiminotétrahydrofolate. Il intervient dans le catabolisme de l'histidine. Il est produit par la glutamate formimidoyltransférase et converti en 5,10-méthényltétrahydrofolate par la formiminotransférase cyclodésaminase.